# Шинкаль

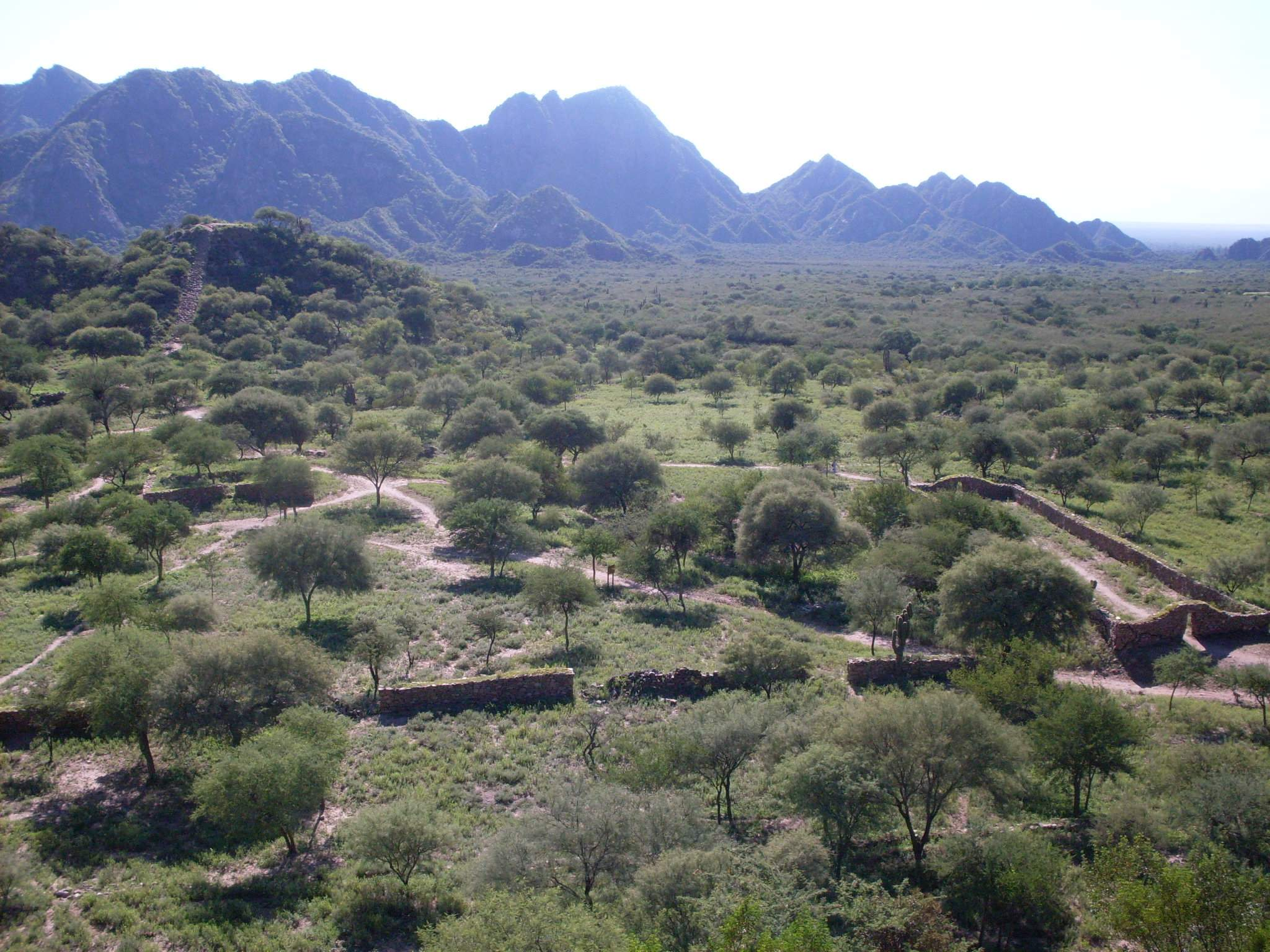
Руины Шинкаля

Шинкаль, Shincal, полное название — Шинкаль-де-Кимивиль, Shincal de Quimivil — руины города доколумбовой эпохи на территории департамента Белен в аргентинской провинции Катамарка. Сюда бежал касик Хуан Челемин после поражения первого восстания племени кальчаки.

## Название
Согласно наиболее распространённой гипотезе, название имеет смешанное происхождение: слово из языка кечуа chillka с испанским суффиксом al, буквально «место, где в изобилии имеется chilca». Слово chilca означает растение Flourensia campestris. Это дальний родственник подсолнечника, шипастый кустарник, произрастающий во влажной местности, на вкус горький и местными жителями обычно используется для изготовления благовоний.

## Местонахождение
Руины находятся на 27°40′ ю. ш. 67°10′ з. д., примерно в 6 километрах к северо-востоку от небольшого города Лондрес в провинции Катамарка и в 25 км к юго-западу от города Белен в той же провинции, в долине в предгорьях Анд. По окраине руин протекает ручей, который периодически пересыхает.

## Характеристика руин

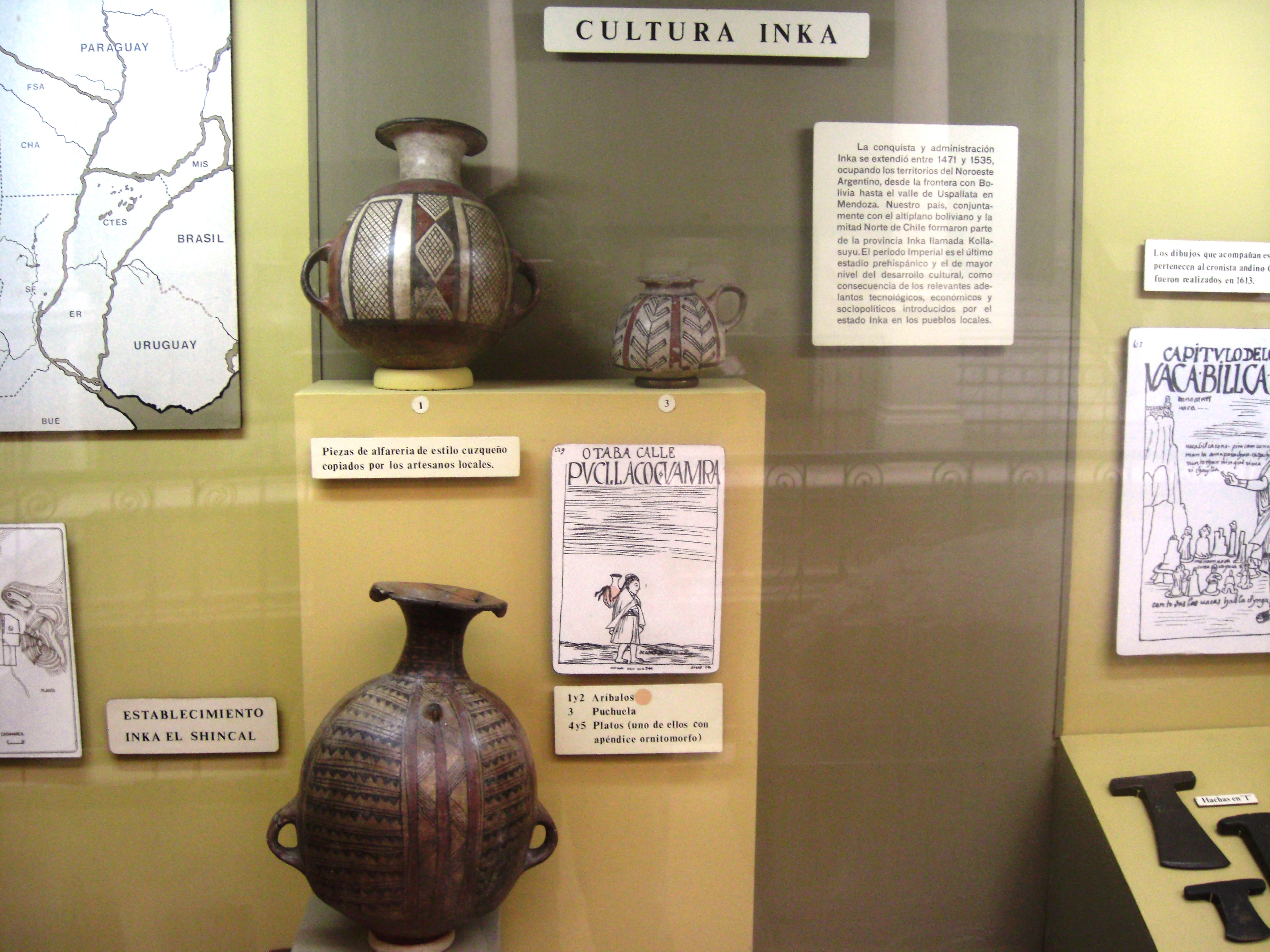
Экспозиция музея Ла-Платы с образцами керамики из Шинкаля

Хотя по ряду признаков можно судить, что поселение на месте Шинкаля было создано ещё племенами диагита (встречаются также следы культуры Белен), город приобрёл важность после вторжения инков, в период около 1481—1536 годов. Город был важным узлом на «Большой дороге инков» (kapak ñan) между древним Тукуманом и Кири-Кири, с одной стороны, и северно-центральными зонами Чили.
По данной причине Шинкаль, занимающий площадь 24 гектара, имел центральную площадь, на которой располагался ушну (небольшое пирамидальное возвышение — символ власти Великого инки) и около сотни различных складских сооружений (колька и тампу), а также жилой квартал.
После падения инкского государства Тауантитсуйю и вторжения испанских конкистадоров под руководством Диего де Альмагро в 1536 году город, население которого составляло около 800 человек, постепенно обезлюдел, а население переселилось в город Лондрес в Катамарке, основанный испанцами в 1558 году.

## Доступ
Доступ к руинам разрешён лишь небольшим группам, чтобы сохранить место археологических раскопок в неприкосновенности. Добраться до них можно по просёлочной дороге от города Лондрес, отходящей от Национального шоссе 40.

## Галерея изображений

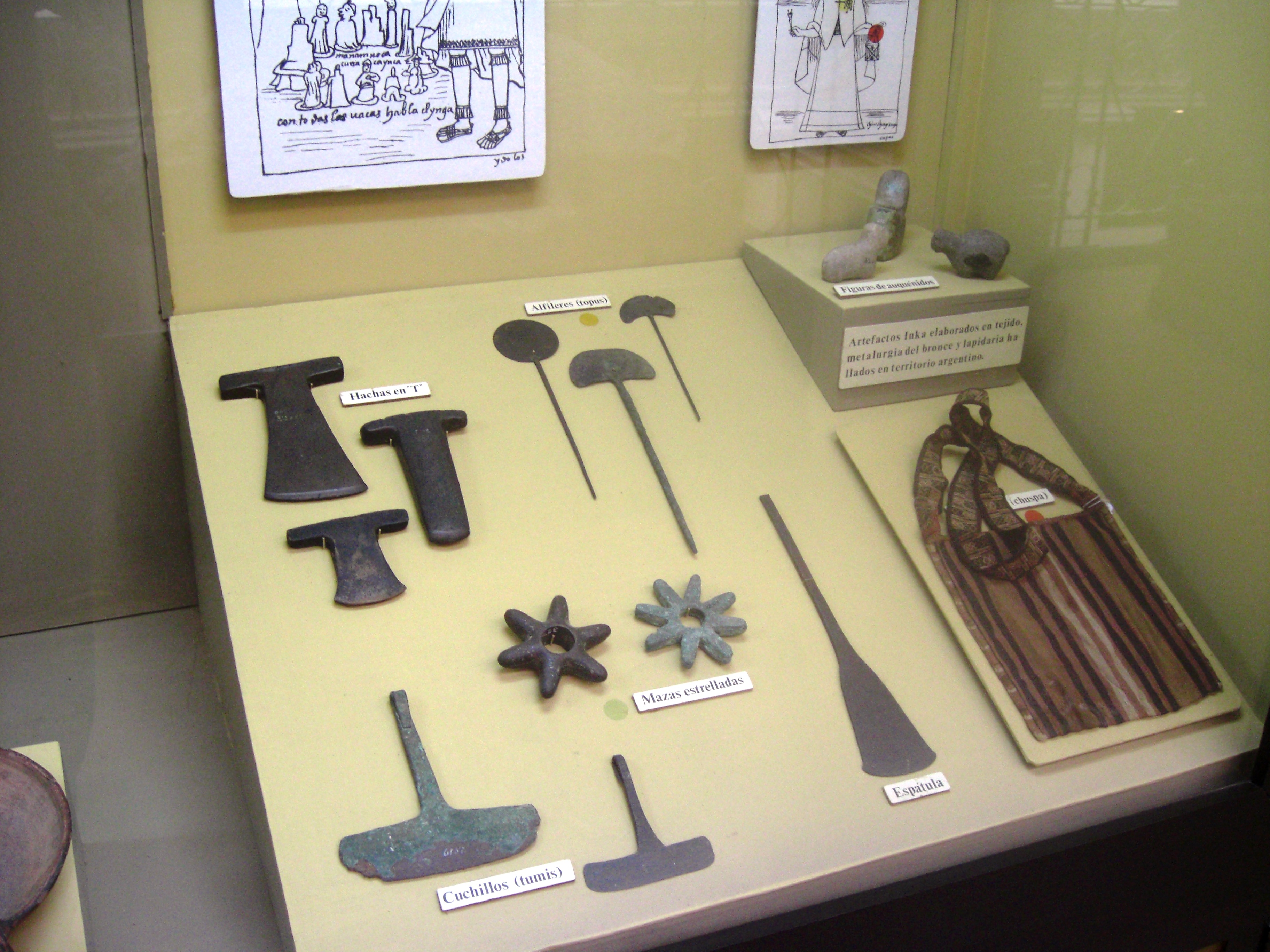
Экспозиция в музее Ла-Платы
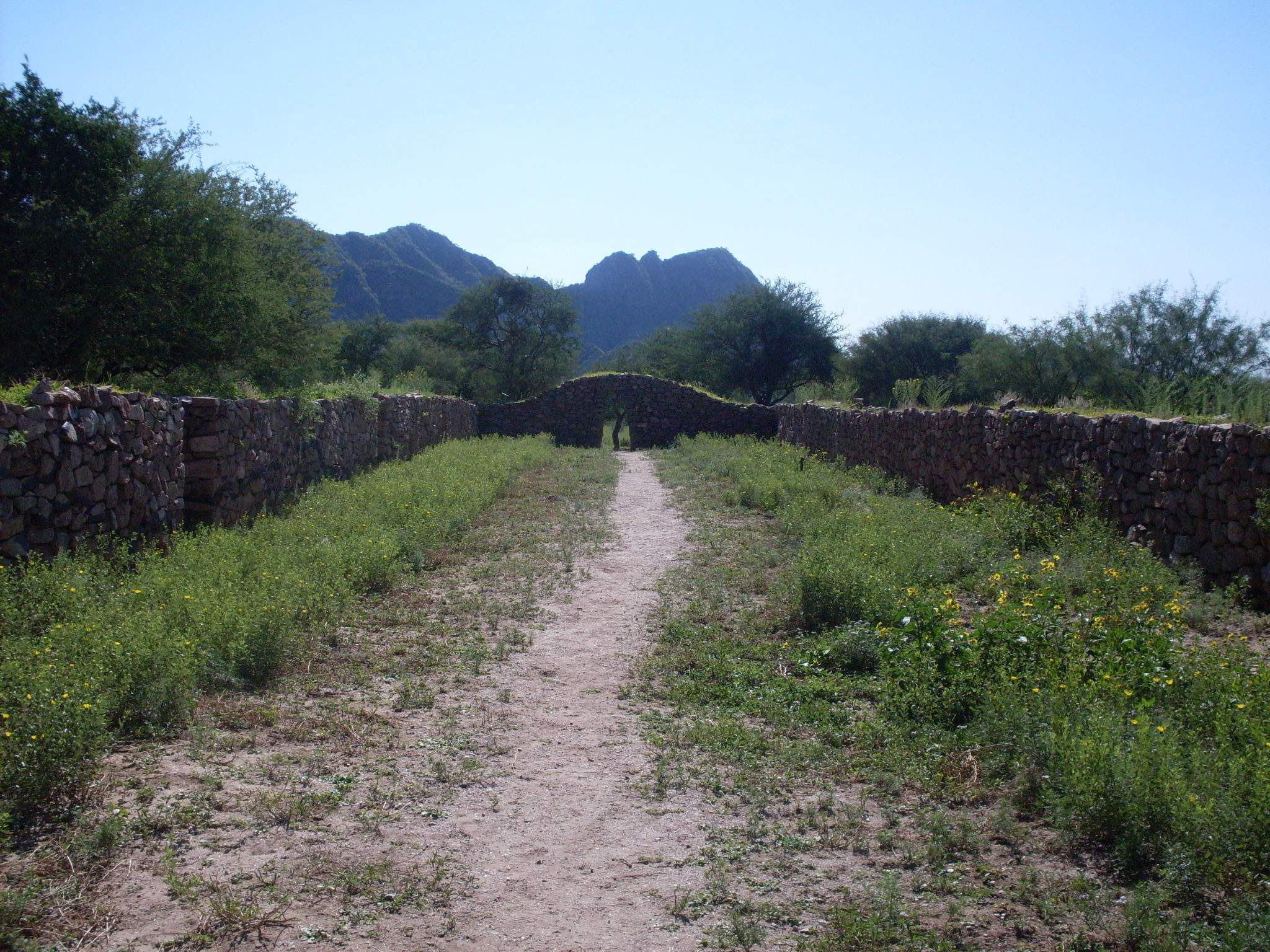
Руины Шинкаля
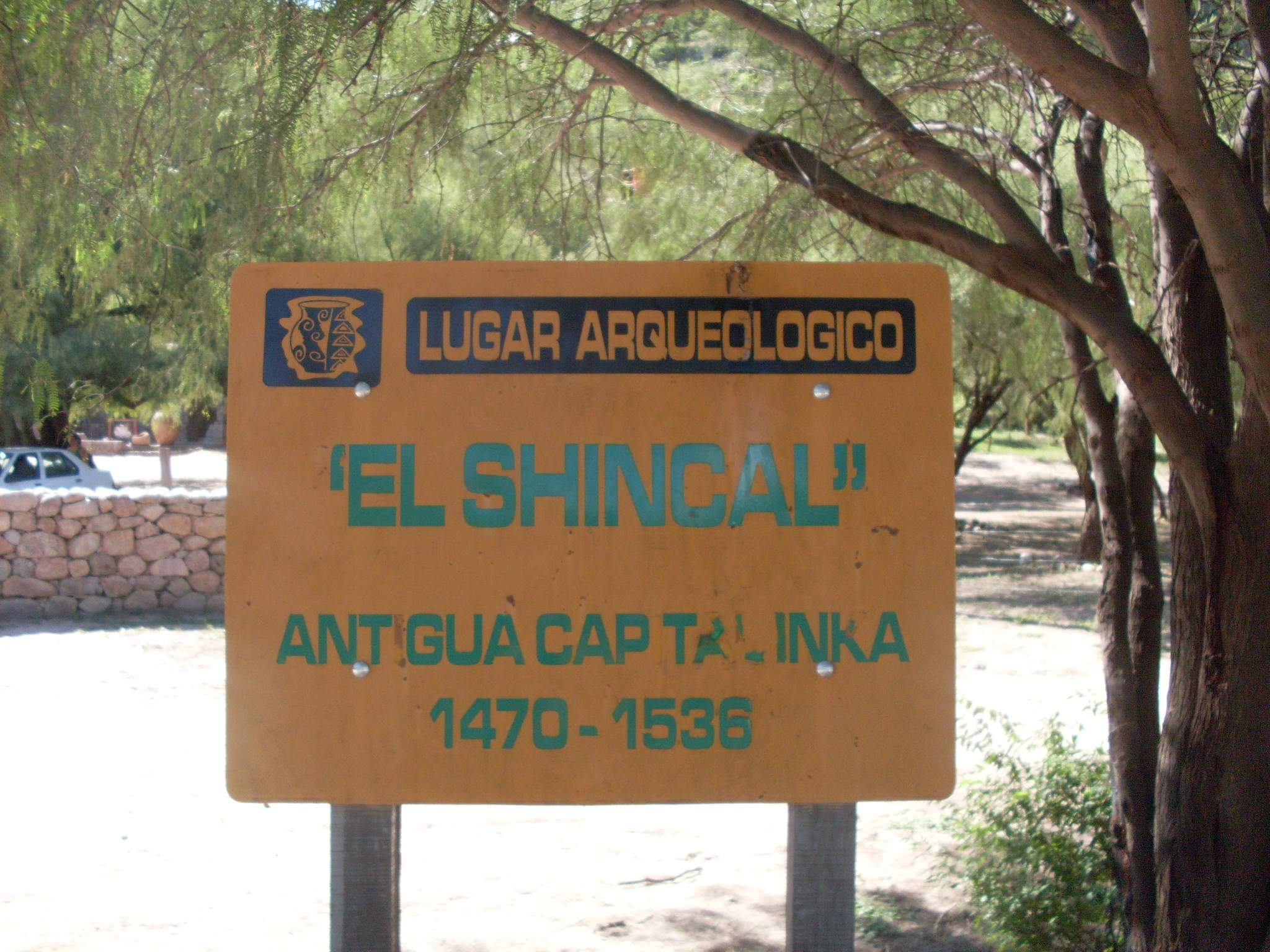
Вход на территорию археологического памятника